# Hakuraahuraa
Hakuraahuraa ou Hakuraa  est une petite île inhabitée des Maldives. C'est l'une des nombreuses îles-hôtel des Maldives, accueillant le Cinnamon Hakuraa Huraa Club. 

## Géographie
Hakuraahuraa est située dans le centre des Maldives, au Nord de l'atoll Mulaku, dans la subdivision de Meemu.